# Komariwka (rejon zwinogródzki)
Komariwka (ukr.  Комарівка, pol. Komarówka) – wieś na Ukrainie, w obwodzie czerkaskim, w rejonie zwinogródzkim.
W 2001 roku liczyła 439 mieszkańców.